# Kittos
Kittos (altgriechisch Κιττός) war ein griechischer Töpfer, der im 4. Jahrhundert v. Chr. in Athen und in Ephesos arbeitete.
Die Signatur des Kittos findet sich auf einer panathenäischen Preisamphore, die in Teucheira in der Kyrenaika gefunden wurde. Auf der Vorderseite wird wie bei allen panathenäischen Preisamphoren Athena zwischen zwei Säulen und darauf Triptolemos gezeigt, auf der Rückseite ist eine Pankrationszene dargestellt. Neben den beiden Athleten steht links ein Schiedsrichter, rechts ein weiterer Athlet, der für den Kampf gegen den Sieger bereitsteht, ein sogenannter Ephedros. John D. Beazley zählte die Vase aus stilistischen Gründen zur Kittos-Gruppe von panathenäischen Preisamphoren, von denen eine den Namen des Archon Polyzelos (367/66 v. Chr.) trägt. Da auf der von Kittos signierten Vase der eigentlich unbedingt notwendige Name des Archon durch die Töpfersignatur ersetzt ist, handelt es sich wahrscheinlich um das Probestück zur Erlangung des offiziellen Auftrages für die Preisamphoren der Panathenäen.
Es wird angenommen, dass Kittos mit dem gleichnamigen Töpfer identisch ist, der zusammen mit seinem Bruder Bakchios in einer in Ephesos gefundenen Bürgerrechtsinschrift der 320er Jahre v. Chr. als aus Athen stammend genannt wird. Die Brüder, Söhne eines Töpfers namens Bakchios, der mit dem Töpfer Bakchios identifiziert wird, waren von Athen nach Ephesos ausgewandert. Laut der Inschrift fertigten sie im Auftrag der Stadt „schwarze Keramik“ und eine Hydria für die Göttin Artemis. Möglicherweise sind sie auch für die Produktion der in lokalem Ton hergestellten Amphoren panathenäischer Form verantwortlich.